# Calumet (Minnesota)
Calumet is een plaats (city) in de Amerikaanse staat Minnesota, en valt bestuurlijk gezien onder Itasca County.

## Demografie
Bij de volkstelling in 2000 werd het aantal inwoners vastgesteld op 383.
In 2006 is het aantal inwoners door het United States Census Bureau geschat op 362, een daling van 21 (-5,5%).

## Geografie
Volgens het United States Census Bureau beslaat de plaats een oppervlakte van
4,1 km², geheel bestaande uit land. Calumet ligt op ongeveer 421 m boven zeeniveau.

## Plaatsen in de nabije omgeving
De onderstaande figuur toont nabijgelegen plaatsen in een straal van 12 km rond Calumet.